# Calamity Jane
Martha Jane Canary (født 1. maj 1852 i Princetown, Missouri – 1. august 1903 i South Dakota) var en amerikansk kvinde, der var skarpskytte og spejder for det amerikanske militær.
I 1865 tog Jane og hendes familie ud på en fire måneder lang rejse til Virginia City i staten Montana. Efter at hendes moder døde i 1866 og hendes fader døde i  1867, rejste hun rundt i Wyoming-territoriet. I 1870 begyndte hun at arbejde som spejder på Fort Russell. Hun hjalp med at overvåge indianerne i Arizona. Hun blev kendt som en af verdens bedste ryttere og skytter.[kilde mangler]
I 1872 var hun og en soldaterdeling med til at nedkæmpe et indianeroprør. Hun reddede delingens leder, Kaptajn Egan, fra at blive dræbt af indianerne, og han gav hende tilnavnet Calamity Jane.[kilde mangler]
I 1876 blev syg på en mission og kom ikke med til slaget ved Little Bighorn. Da hun blev rask, tog hun hen til Fort Laramie, hvor hun mødte sit livs kærlighed Wild Bill Hickok. Men kort efter blev Wild Bill skudt, Jane fandt morderen i en slagterforretning og pryglede ham. Morderen blev senere dømt og hængt. Indtil 1885 arbejdede hun bl.a. ved jernbanen og som kroejerske. Derefter rejste hun til El Paso i Texas, hvor hun blev gift med Clinton Burk.
Omkring år 1893 blev hun en del af Buffalo Bills Wild West Show, hvor hun optrådte bl.a. i New York City. 
Jane døde den 1. august 1903 på et hotel i South Dakota af tarmbetændelse.